# Ruth Maria Kubitschek
Ruth Maria Kubitschek (Chomutov, 2 augustus 1931 – Ascona, 1 juni 2024) was een Duits-Tsjechisch-Zwitserse actrice, synchroonspreekster en auteur.

## Biografie
De vader van Ruth Maria Kubitschek had een kolenmijn in het Tsjechische Noord-Bohemen. Na het einde van de Tweede Wereldoorlog vluchtte het gezin naar Köthen (Sachsen-Anhalt). Kubitschek groeide op met vier broers en zussen in de DDR. Tegen de wens van haar ouders in besloot ze acteur te worden en na de middelbare school ging ze naar de Universiteit voor Theater en Muziek in Halle (Saale) en het Duitse Theaterinstituut (Stanislawski Instituut) in Weimar.
In Halle maakte ze haar debuut in Bertold Brechts Herr Puntila und sein Knecht Matti. In Weimar had ze al een bepaald niveau van populariteit bereikt, zodat haar werd gevraagd om samen met haar toekomstige echtgenoot Götz Friedrich het niveau van de toneelgroep op de traditionele Pforta State School te beoordelen, dit werd later letterlijk verwerkt door het voormalig lid van de toneelgroep Karlheinz Klimt. Daarna volgden engagementen op podia in Schwerin, in het Naturtheater Thale en in Berlijn en uiteindelijk ontwikkelde ze zich tot een gevierde toneelspeelster in de DDR. Naast tal van theaterrollen speelde ze ook in DEFA-filmproducties. In 1959 bleef ze na een theateroptreden in West-Duitsland achter, waar ze aanvankelijk ook diverse theatervoorstellingen uitvoerde.
Ze verwierf grote populariteit via televisie, eerst in de Francis Durbridge-thriller Melissa uit 1966. Naast Ralf Wolter speelde ze een hoofdrol in de 13-delige televisieserie Ein Fall für Titus Bunge. Ze had andere bekende televisierollen in: Tatort: Blechschaden (1971 met Klaus Schwarzkopf en Götz George), Der Kommissar (1972, aflevering Blinde Spiele), Dem Täter auf der Spur met Günter Neutze, Monaco Franze - Der eeuwige Stenz (1983 met Helmut Fischer), Kir Royal (1986 met Franz Xaver Kroetz) - beide geregisseerd door Helmut Dietl en Das Erbe der Guldenburgs (1986–1989). Als stemactrice leende ze haar stem onder meer aan Danielle Darrieux (8 Frauen), Daliah Lavi (Old Shatterhand) en Delphine Seyrig (Muriel oder Die Zeit der Wiederkehr).

## Privéleven
Kubitschek huwde operaregisseur Götz Friedrich in 1953 en heeft een zoon, Alexander (* 1957), uit hun huwelijk, dat met een scheiding werd beëindigd in 1963. Zij had een lat-relatie met de televisieproducent Wolfgang Rademann († 2016) vanaf 1976 tot aan zijn dood en woonde in de gemeente Salenstein aan het Bodenmeer in Zwitserland. Daar schreef ze boeken en schilderde ze. Kubitschek hield zich privé bezig met meditatie en esoterie en schreef verschillende boeken over deze onderwerpen. Ze werd in januari 2013 in Zwitserland genaturaliseerd. In augustus 2014 sprak ze haar voornemen uit om te stoppen met acteren.
Kubitschek overleed op 1 juni 2024 op 92-jarige leeftijd.

## Prijzen en onderscheidingen
- 1983: Goldener Gong voor Monaco Franze, samen met Helmut Fischer en Helmut Dietl
- 1987: Goldene Kamera
- 1987: Bambi
- 2004: Bundesverdienstkreuz (I. Klasse)
- 2005: Brisant Brillant voor haar levenswerk
- 2006: Sudetendeutscher Kulturpreis für darstellende und ausübende Kunst
- 2010: Bayerischer Verdienstorden
- 2011: Bambi voor haar levenswerk
- 2013: Bayerischer Fernsehpreis, ere-onderscheiding van de Beierse premier voor haar levenswerk
- 2013: Leading Ladies Award voor duurzaamheid
- 2014: Jupiter in de categorie Beste deutsche Darstellerin voor Frau Ella

## Werken
- Immer verbunden mit den Sternen. Nymphenburger Verlag, München 1993.
- Wenn auf der Welt immer Weihnachten wär … Nymphenburger Verlag, München 1994, ISBN 978-3-485-00720-7.
- Engel, Elfen, Erdgeister. Nymphenburger Verlag, München 1995.
- Im Garten der Aphrodite. Nymphenburger Verlag, München 1998.
- Das Flüstern des Pans. Nymphenburger Verlag, München 2000.
- Ein Troll in meinem Garten. Nymphenburger Verlag, München 2002.
- Das Wunder der Liebe. Nymphenburger Verlag, München 2004.
- Der indische Ring. Diana Taschenbuch, 2006, ISBN 978-3-453-35215-5.
- Ein Abend mit Ruth Maria Kubitschek. Hörbuch. 2007.
- Im Fluss des Lebens. Nymphenburger Verlag, München 2008.
- Sterne über der Wüste. Langen/Müller, 2011, ISBN 978-3-784-43274-8.
- Anmutig älter werden. Nymphenburger Verlag, München 2013, ISBN 978-3-485-01423-6.

## Filmografie

### Bioscoop
- 1953: Jacke wie Hose
- 1953: Das kleine und das große Glück
- 1956: Thomas Müntzer – Ein Film deutscher Geschichte
- 1957: Der Fackelträger
- 1958: Hexen von Paris (tv-spel)
- 1959: Senta auf Abwegen (regie: Martin Hellberg)
- 1959: Ehesache Lorenz
- 1960: Wasser für Canitoga (tv-spel)
- 1960: Das Leben beginnt
- 1960: Der schweigende Stern
- 1961: Die Sendung der Lysistrata
- 1962: Er kann's nicht lassen
- 1967: Mittsommernacht
- 1969: Madame und ihre Nichte
- 1970: Ich schlafe mit meinem Mörder
- 1972: Und der Regen verwischt jede Spur
- 1984: Didi – Der Doppelgänger
- 1992: Otto – Der Liebesfilm
- 2013: Frau Ella

### Televisiefilms
- 1963: Bezaubernde Mama (regie: Rudolf Jugert)
- 1963: Sessel am Kamin (regie: Raoul Wolfgang Schnell)
- 1963: Ich war Cicero (regie: Rudolf Nussgruber)
- 1965: Die selige Edwina Black (regie: Günter Gräwert)
- 1965: Nachtfahrt (regie: Fritz Umgelter)
- 1965: Geld, Geld, Geld – 2 Milliarden gegen die Bank von England (regie: Eugen York)
- 1966: Großer Ring mit Außenschleife
- 1966: Melissa (drie delen)
- 1967: Tragödie in einer Wohnwagenstadt (regie: Günter Gräwert)
- 1969: Die Reise nach Tilsit
- 1972: Eine Tote soll ermordet werden (regie: Wilhelm Semmelroth)
- 1980: Lucilla (tweedeler)
- 1981: Der Fall Maurizius
- 1982: Zwei Tote im Sender und Don Carlos im PoGl
- 2002: Unser Papa, das Genie
- 2003: Wunschkinder und andere Zufälle
- 2005: Drei teuflisch starke Frauen
- 2006: Die Hochzeit meiner Töchter
- 2007: Das Wunder der Liebe
- 2007: Drei teuflisch starke Frauen – Eine für alle
- 2007: Drei teuflisch starke Frauen – Die Zerreißprobe
- 2008: Der Indische Ring
- 2008: Mamas Flitterwochen
- 2008: Insel des Lichts
- 2010: Wer zu lieben wagt
- 2011: Sommerlicht
- 2011: Im Fluss des Lebens
- 2011: Cinderella – Ein Liebesmärchen in Rom (Cenerentola)
- 2012: Und weg bist du

### Televisieseries
- 1965: Das Kriminalmuseum – Das Nummernschild
- 1965: Sie schreiben mit – Pension 'Zur schönen Aussicht
- 1967: Ein Fall für Titus Bunge (13 afleveringen)
- 1967: Dem Täter auf der Spur – 10 Kisten Whisky
- 1970–1975: Der Fall von nebenan (52 afleveringen)
- 1971: Tatort: Blechschaden
- 1972: Die Abenteuer des braven Soldaten Schwejk (3e deel)
- 1972–1974: Der Kommissar (drie afleveringen)
- 1973: Dem Täter auf der Spur – Blinder Hass
- 1973: Ein Fall für Männdli - Gift im Champagner
- 1974: Die Powenzbande
- 1979: Der Millionenbauer
- 1983: Monaco Franze – Der ewige Stenz
- 1984, 1986: Die Krimistunde (verschillende rollen, 2 afleveringen)
- 1984: Gespenstergeschichten: Das Gesicht
- 1986: Kir Royal
- 1986: Hans im Glück
- 1987–1990: Das Erbe der Guldenburgs
- 1990: Derrick - Des Menschen Feind (een aflevering)
- 1992–1995: Schloß Hohenstein – Irrwege zum Glück
- 1992–1996: Freunde fürs Leben
- 1995: Rosamunde Pilcher – Sommer am Meer
- 1996: Spiel des Lebens
- 1996–2000: Männer sind was Wunderbares
- 1997: Katrin ist die Beste
- 1997: Frauen morden leichter
- 2002: Das Alphateam (een aflevering)
- 2004: Das Traumschiff – Australien
- 2004: SOKO Kitzbühel (een aflevering)
- 2004–2006, 2014: Das Traumhotel
- 2007: Elvis und der Kommissar (6 afleveringen)
- 2011: Das Traumschiff – New York, Savannah und Salvador de Bahia
- 2011: Rosamunde Pilcher – Englischer Wein

## Hoorspelen
- 1968: Gefährliches Hongkong (2 delen) – regie: Otto Kurth
- 1968: Missklang – regie: Otto Kurth
- 1968: Eine Insel – regie: Otto Kurth
- 1974: Freitag – regie: Friedhelm von Petersson
- 1953: Irina Karnauchowa/Leonid Braussewitsch: Die feuerrote Blume (Tochter) – regie: Margot Gutschwager (Theater der Freundschaft Berlin)
- 1953: A. Sak/I. Kusnezow: Vorwärts, ihr Mutigen – regie: Paul Lewitt (Theater der Freundschaft Berlin)
- 1954: Friedrich Schiller: Die Räuber (Amalie) – regie: Fritz Wendel (Bergtheater Thale)
- 1954: Molière: George Dandin (Zofe Claudine) – regie: Hans-Robert Bortfeldt (Maxim-Gorki-Theater Berlin)
- 1956: G. Bizet – Carmen, Deutscher Fernsehfunk (Carmen)
- 1975: Rainer Werner Fassbinder: Die bitteren Tränen der Petra von Kant

## Theatrografie (selectie)
- 1953: Irina Karnauchowa/Leonid Braussewitsch: Die feuerrote Blume (Tochter) – Regie: Margot Gutschwager (Theater der Freundschaft Berlin)
- 1953: A. Sak/I. Kusnezow: Vorwärts, ihr Mutigen – Regie: Paul Lewitt (Theater der Freundschaft Berlin)
- 1954: Friedrich Schiller: Die Räuber (Amalie) – Regie: Fritz Wendel (Bergtheater Thale)
- 1954: Molière: George Dandin (Zofe Claudine) – Regie: Hans-Robert Bortfeldt (Maxim-Gorki-Theater Berlin)
- 1956: G. Bizet – Carmen, Deutscher Fernsehfunk (Carmen)
- 1975: Rainer Werner Fassbinder: Die bitteren Tränen der Petra von Kant